# Гуарнидо, Хуанхо
Хуанхо Гуарнидо (исп. Juanjo Guarnido) — испанский иллюстратор и соавтор серии комиксов Блэксад.

## Ранняя жизнь
Гуарнидо родился в Гранаде, Испания, обучался рисованию на факультете изобразительных искусств Университета Гранады.

## Карьера
Гуарнидо сотрудничал с несколькими фэнзинами, работал с Marvel Comics. Однако небольшой размер испанского рынка заставил его обратиться к другим способам заработка: в 1990 году он покинул Гранаду и переехал в Мадрид, где три года работал над телесериалами. Там он встретил Хуана Диаза Каналеса, с которым стал обсуждать выпуск комиксов. В 1993 году Гуарнидо подал заявку на работу в Walt Disney Studios в городе Монтрёй, Франция, и впоследствии переехал в Париж. Он был ведущим аниматором персонажа Тарзана диснеевского мультфильма Тарзан.
После того, как Гуарнидо покинул Дисней, он воссоединился с Каналесом. Связавшись с несколькими редакторами, Гуарнидо и Каналес подписывают контракт с французским издателем Dargaud, а в ноябре 2000 года выходит первый том графического романа Где-то в тени (фр. Quelque part entre les ombres, в США называется просто «Blacksad»). Роман был тепло принят и критиками, и читателями, выиграл «Prix de la Découverte» на международном фестивале комиксов и премию «Avenir» на фестивале в Лис-ле-Ланнуа, в Швейцарии и Франции соответственно. В марте 2003 вышел второй том — Полярная нация, который также оказался успешным и получил Приз зрительских симпатий и Приз за художественную работу на Международном фестивале комиксов в Ангулеме в 2004 году. Третья часть серии Блэксад, Красная душа, была опубликована в 2005 году. В 2006 году она была отмечена премией за лучшую серию на Международном фестивале комиксов в Ангулеме.

## Награды
- 2000: Prize for Best First Album at the Lys-lez-Lannoy festival[3]
- 2000: Prix spécial at the Rœulx (Belgium) festival[3]
- 2000: Prix Némo at the Maisons-Laffitte festival[3]
- 2000: Prix découverte at Sierre International Comics Festival[5]
- 2001: Best Artwork Award at Festival de Chambéry[6]
- 2002: Best Artwork Award at Grand Prix Albert Uderzo[6]
- 2003: Prix spécial du jury au Sierre International Comics Festival[6]
- 2004: Angoulême Audience Award, for Arctic-Nation
- 2004: Angoulême Best Artwork Award, for Arctic-Nation
- 2004: Virgin Prize for Best Album, for Arctic-Nation[7]
- 2006: Angoulême Best Series Award, for the Blacksad series[4]
- 2006: Bédéis Causa — Prix Maurice Petitdier for the best foreign comic at the Festival de la BD francophone de Québec for Blacksad[8]
- 2008: Iluminart Artward, for the Blacksad series[9]
- 2011: Eisner Award, Best Painter/Multimedia Artist (Interior Art), for the Blacksad series

## Независимый аниматор
- Freak of the Week (режиссер) (2014)[10]